# 龙头草
龙头草（学名：Meehania henryi），为唇形科龙头草属下的一个植物变种。